# Asher Richardson
Asher Richardson (* 14. Januar 1993) ist ein neuseeländischer Badmintonspieler. 

## Karriere
Asher Richardson gewann 2010 Bronze bei den nationalen Meisterschaften in Neuseeland. 2013 erkämpfte er sich dort Silber und Bronze. Im gleichen Jahr gewann er zwei Titel bei den Nouméa International. Zur Saison 2014/2015 wechselte er zum 1. BC Beuel und soll dort in der Regionalliga eingesetzt werden.